# King Williams land
King Williams land, engelska:King William Island , är en ö i Kanadas arktiska del.  År 1830 besöktes området av John Ross under sökandet efter Nordvästpassagen. Ross fick det felaktiga intrycket att området var en halvö och gav det namnet King William Land efter Vilhelm IV av Storbritannien, vilket är grunden till det svenska namnet. Idag används på engelska normalt namnet King William Island.
Ön ligger i territoriet Nunavut ungefär 250 km norr om polcirkeln. King Williams land som har en yta av 13 111 km² sträcker sig cirka 175 km från öst till väst och ungefär 160 km från nord till syd. Landskapet är lätt kuperad och i högsta punkten bara 137 meter över havet. Under sommaren syns öns talrika sjöar, floder och bäckar. 90 procent av öns cirka 1 300 invånare är inuiter. Öns enda bosättning heter Gjoa Haven, där nästan alla öns invånare bor.
Det var på denna ö som medlemmarna ur den ökända Franklinexpeditionen blev strandsatta 1846 och många av expeditionens medlemmar avled också här.